# Al naibii tratament!
Al naibii tratament! (în engleză Anger Management) este un film de comedie american din 2003, regizat de Peter Segal după scenariul lui David S. Dorfman și avându-i în rolurile principale pe Adam Sandler și Jack Nicholson. El a fost produs de Revolution Studios în asociere cu compania de producție a lui Sandler Happy Madison Productions și a fost distribuit de Columbia Pictures.

## Rezumat
În 1978, tânărul Dave Buznik este pe cale să o sărute pe fata visurilor sale, atunci când un derbedeu local, Arnie Shankman, îi trage pantalonii și chiloții jos, făcându-l de râs în fața tuturor copiilor. Acest lucru îi cauzează lui Dave o traumă de durată cu privire la afecțiunea în public, precum și reprimarea emoțiilor. În prezent, Dave Buznik trăiește în New York, lucrând ca secretar pentru Frank, un șef abuziv care își însușește munca lui Dave. Problemele sale se extind, de asemenea, și în viața sa privată, sprea marea preocupare a prietenei sale, Linda. Fostul ei iubit și cel mai bun prieten Andrew este constant în viața ei și nu face nici o rezistență în a fi condescendent față de Dave.
În timp ce zboară către o întâlnire de afaceri, Dave stă alături de un om pe nume Buddy Rydell. Buddy îl irită pe Dave și după ce Buddy îl presează pe Dave să urmărească un film împreună cu el, Dave solicită însoțitoarei de zbor un set de căști. Ea îl ignoră și când Dave îi cere din nou, ea suprareacționează și îi cere să-și păstreze calmul. Polițistul aflat la bordul avionului apare și reacționează exagerat la această situație, electrocutându-l pe Dave. Dave este apoi arestat, judecat, găsit vinovat de agresiune și condamnat la terapie de control al furiei.
Sosind la prima sa ședință de terapie, el descoperă că terapeutul lui este Buddy. Acolo, Dave întâlnește un grup divers, cu diferite probleme psihice. Dave își pierde cumpătul de mai multe ori, în cea mai mare parte datorită tehnicilor ciudate de terapie ale lui Buddy. După ședință, Buddy îi spune lui Dave că va trebui să participe la un număr dublu de ședințe de terapie, recunoscând problema lui Dave ca furie pasiv-agresivă. Mai târziu în acea noapte, aflați la un bar, Dave și Chuck, partenerul său de terapie, interpretat de John Turturro, se bat din cauza furiei lui Chuck. Dave lovește din greșeală o chelneriță, în timp ce încerca să oprească bătaia pe care Chuck tocmai o începuse. Din cauza acestui fapt, Dave ajunge înapoi în fața instanței. Acolo, Buddy cere ca Dave să urmeze un tratament intens de control al furiei, mutându-se în apartamentul lui Dave, unde găsește diferite moduri să-l agaseze. Printre acestea, el îl însoțește pe Dave la locul lui de muncă și îl insultă pe șeful lui Dave și pe Andrew, al cărui tată îl cunoaște pe Frank.
După ce a primit un apel telefonic pentru Buddy, Dave este rugat să-i spună că mama lui va suferi o intervenție chirurgicală minoră la Boston. Ca o glumă, el exagerează gravitatea acesteia. Regretând că l-a păcălit, Dave îi mărturisește adevărul și Buddy îl iartă, dar promite să-și ia revanșa. Buddy îi cere apoi lui Dave să-l însoțească la Boston pentru a verifica starea de sănătate a mamei sale. Pe drum spre New York, ei se opresc la un restaurant. Acolo, Dave se întâlnește și pleacă acasă cu o femeie atrăgătoare, la insistențele lui Buddy. El este devastat mai târziu când află că Buddy i-a spus Lindei despre întâlnirea lui cu acea femeie. Buddy îi mărturisește că femeia este de fapt o fostă pacientă de-a sa și că acesta a fost modul lui de a-i răspunde lui Dave pentru gluma făcută anterior. Buddy acceptă ca, atunci când ajung înapoi la New York, să-i spună Lindei adevărul.
Pe drumul de întoarcere, Buddy face un ocol la un templu budist, pentru ca Dave să se confrunte cu Arnie. Acesta din urmă este acum călugăr budist, fiind cuprins de remușcări pentru comportamentul său anterior, cu excepția faptului că i-a tras jos pantalonii atunci când erau încă copii. Buddy stârnește repede o confruntare, spunându-i lui Arnie că Dave a făcut comentarii jignitoare despre Buddha și că a batjocorit-o pe sora nebună a lui Arnie. Dave îl bate pe Arnie în luptă, apoi el și Buddy fug de acolo.
Întors în New York, Dave încearcă să o ceară pe Linda în căsătorie, dar își pierde curajul. Dezamăgită, Linda sugerează ca ei să ia o pauză în relația lor. Mai târziu, Dave află că Buddy a început să se întâlnească cu Linda. El are o izbucnire și-l atacă pe terapeut, determinându-l să fie judecat de tribunal pentru agresiune. Ulterior, șeful lui Dave îl supără atunci când îl promovează în funcție pe Andrew. Înfuriat, Dave trântește lucrurile de pe biroul șefului său, îl pocnește pe Andrew cerându-i să stea departe de Linda, își umilește șeful și îi ordonă să-l promoveze pe el, iar șeful acceptă.
Dave află că Buddy a luat-o pe Linda în acea noapte la un meci al echipei New York Yankees. Presupunând că terapeutul i-a furat ideea de a o cere în căsătorie pe Linda la un meci, el aleargă la stadion, intrând pe teren. Agenții de pază îl oprește și încep să-l scoată de pe stadion, dar primarul Rudy Giuliani le cere să-l lase pe Dave să vorbească. După ce a recunoscut că are o problemă legată de furie și este dispus să se schimbe, Dave o cere în căsătorie pe Linda, care este de acord cu o singură condiție: ea vrea ca el să-și dovedească dragostea sărutând-o în fața tuturor. Depășindu-și frica, el o sărută în fața tuturor spectatorilor și primește vestea că a absolvit terapia de control al furiei. Linda îi explică apoi că ea l-a abordat prima pe Buddy în timp ce participa la unul din cursurile sale de control al furiei și că tot ceea ce s-a întâmplat a fost pentru terapia lui Dave; judecătoarea, însoțitoarea de zbor și omul care i-a luat locul în avion erau toți prietenii lui Buddy și au făcut parte din scenariu (cu excepția polițistului din avion, care a fost doar o zi proastă).
Dave, Linda, Buddy și ceilalți membri ai grupului de terapie sărbătoresc absolvirea lui Dave, în Central Park, atunci când un om se apropie și întreabă de Buddy. Când Buddy face un pas înainte, omul scoate un pistol și îl îndreaptă spre el. Dave se confruntă cu omul, invocând ceea ce a învățat de la Buddy. Situația este dezamorsată atunci când omul trage cu apă în fața lui Dave, dezvăluind că pistolul era de fapt o jucărie, iar Dave precizează că el este un prieten de-al său. Grupul râde apoi, cântând împreună.

## Distribuție
- Adam Sandler - Dave Buznik
- Jack Nicholson - dr. Buddy Rydell
- Marisa Tomei - Linda
- Luis Guzmán - Lou
- Jonathan Loughran - Nate
- Kurt Fuller - Frank Head
- Krista Allen - Stacy
- January Jones - Gina
- Clint Black - Massuer
- John Turturro - Chuck
- Lynne Thigpen - judecătoarea Brenda Daniels
- Woody Harrelson - Galaxia, prostituata travestită /Gary, agentul de pază
- Kevin Nealon - Sam, avocatul lui Dave
- Allen Covert - Andrew
- Nancy Walls - Patty, însoțitoarea de zbor
- John C. Reilly (necreditat) - călugărul Arnie Shankman
- Heather Graham (necreditat) - Kendra
- Harry Dean Stanton (necreditat) - orbul
- Horatio Sanz (necreditat) - actor în avion
- Jake Busey (necreditat) - actor în avion
- Jerry O'Connell (necreditat) - actor în avion
- Isaac C. Singleton Jr. - polițistul din avion

În film au apărut în propriile roluri și următorii:
- Cody Arens
- John McEnroe
- Derek Jeter
- Robert Merrill
- Bob Sheppard
- Judith Nathan
- Bob Knight
- Roger Clemens
- Rudy Giuliani
- Matthew Bryant

Acest film a fost ultimul în care a jucat Lynne Thigpen. Ea a murit la doar o lună înainte de lansarea filmuluim acesta fiind dedicat mai târziu memoriei sale.

## Coloană sonoră
- Blondie - "Heart of Glass"
- Jimmy Buffett - "Margaritaville"
- West Side Story - "I Feel Pretty"
- Louis Armstrong - "Mack The Knife"
- Smash Mouth - "Why Can't We Be Friends?"
- Bee Gees - "How Deep is Your Love"
- The Rolling Stones - "19th Nervous Breakdown"
- The Rolling Stones - "Street Fighting Man"
- Michael Jackson - "Scream"
- Santana - "Black Magic Woman"
- Carl Douglas - "Kung Fu Fighting"
- The Who - "Won't Get Fooled Again"
- Tori Amos - "China"
- Louis Prima - "When You're Smiling"
- Jane's Addiction - "Stop!"
- Van Halen - "Ice Cream Man"
- Cream - "Strange Brew"
- Filter - "The Only Way (Is The Wrong Way)"

## Recepție critică
Al naibii tratament! a primit recenzii mixte de la criticii de film. Situl Rotten Tomatoes a raportat că 43% dintre critici i-au realizat comentarii pozitive, cu un scor mediu de 5.1/10, bazat pe 189 opinii. Metacritic a raportat că filmul a avut un scor mediu de 52 din 100, pe baza a 38 de opinii.

## Serial de televiziune
A fost anunțată producerea unui serial de televiziune inspirat din film. Spectacolul va fi produs de către producătorul Joe Roth. Charlie Sheen va juca rolul interpretat de Jack Nicholson în film; serialul va fi primul rol al lui Sheen după ce a fost concediat din serialul CBS Doi bărbați și jumătate la 7 martie 2011 după opt sezoane. Emisiunea ar urma să aibă premiera la 8 iunie 2012 @ 9/8c la FX în SUA, CTV în Canada și TBS în America Latină.